# Don Page
Donald Nelson Page (Bethel, Alasca, 31 de dezembro de 1948) é um físico canadense nascido nos Estados Unidos. É professor da Universidade de Alberta, Canadá.
Seu trabalho é focado em cosmologia quântica e física gravitacional teórica, conhecido por ter sido orientado em seu doutorado por Stephen Hawking, com quem publicou diversos artigos científicos.